# Camillo Ruini
Camillo Ruini (Sassuolo, 19 de febrero de 1931) es un sacerdote italiano. Es cardenal, vicario general emérito de Su Santidad para la diócesis de Roma, arcipreste emérito de la basílica papal de Letrán, gran canciller emérito de la Pontificia Universidad Lateranense y presidente emérito de Peregrinatio ad Petri Sedem.

## Vida religiosa

### Sacerdocio
Después de haber estudiado filosofía y teología en Roma en la Pontificia Universidad Gregoriana, como alumno de la Almo Collegio Capranica, obtuvo una licenciatura en filosofía y teología.
Fue ordenado sacerdote el 8 de diciembre de 1954.

### Rol pedagógico
En 1957 regresó a Reggio Emilia y enseñó filosofía en el seminario diocesano hasta 1968. Desde 1968 hasta 1986 fue profesor de teología dogmática en el Estudio Teológico Interdiocesano de Modena-Reggio-Emilia-Carpi-Guastalla, donde también fue director de 1968 a 1977. De 1977 a 1983 fue profesor de teología dogmática en el "Estudio Teologico Accademico Bolognese". De 1958 a 1966 fue capellán de los graduados de la Universidad Católica y desde 1966 hasta 1970 delegado de Acción Católica. Desde 1968 fue presidente del Centro Cultural Diocesano Juan XXIII.

### Obispo
El 16 de mayo de 1983 fue nombrado Obispo titular de Nepte y auxiliar de Reggio Emilia y Guastalla. Fue ordenado obispo el 29 de junio del mismo año. Como vicepresidente del Comité Preparatorio, contribuyó a la realización de la Asamblea Eclesial de Loreto (1985), que se ha convertido en un punto de referencia en el diálogo entre la Iglesia y la sociedad italiana tras las heridas de los años 1960 y 1970. En 1985, fue elegido miembro de la Comisión Episcopal para la Educación Católica, Cultura y Escuela.
Juan Pablo II, el 28 de junio de 1986, lo nombró Secretario General de la Conferencia Episcopal Italiana.
Miembro del Comité Central para el Año Mariano 1987-1988, desde 1988 ha sido consultor de la Congregación para los Obispos. En octubre de 1990, durante la octava Asamblea General del Sínodo de los Obispos, fue elegido miembro del consejo de la secretaría general.
El 17 de enero de 1991 fue nombrado arzobispo y pro vicario general del Papa para la diócesis de Roma. Además, el 7 de marzo de 1991 fue elegido presidente de la Conferencia Episcopal Italiana.
Ha publicado numerosos ensayos y trabajos de investigación desde 1971.

### Cardenal
Creado y proclamado cardenal por Juan Pablo II en el Consistorio del 28 de junio de 1991, con el título de Santa Inés Extramuros.
Nombrado vicario general de Su Santidad para la Diócesis de Roma y arcipreste de la Patriarcal (ahora Papal) Basílica de Letrán el 1 de julio de 1991.
Gran canciller de la Pontificia Universidad Lateranense de Roma.
Presidente Emérito de la Peregrinatio ad Petri Sedem (desde el 29 de diciembre de 1992 hasta el 2 de mayo de 1996).
Fue relator de la Asamblea especial para Europa del Sínodo de los Obispos (28 noviembre-14 de diciembre de 1991).
El Papa Juan Pablo II confirmó al cardenal Ruini como presidente de la Conferencia Episcopal Italiana, el 7 de marzo de 1996 y luego el 6 de marzo de 2001, por lo que es su tercer mandato.
Fue miembro del Comité del Gran Jubileo del Año 2000.

## Últimos años
El 14 de febrero de 2006 fue confirmado presidente de la Conferencia Episcopal Italiana, donec aliter provideatur, por el papa Benedicto XVI. El 7 de marzo de 2007 el Santo Padre aceptó su renuncia, tras haber alcanzado el límite de edad, del cargo de presidente de la Conferencia Episcopal Italiana.
Vicario general emérito de Su Santidad para la Diócesis de Roma, arcipreste emérito de la Basílica Papal de Letrán, gran canciller emérito de la Pontificia Universidad Lateranense, el 27 de junio de 2008.
Es miembro de:
- La Congregación para los Obispos.
- El Pontificio Consejo para los Laicos.
- La Administración del Patrimonio de la Sede Apostólica.
- El Consejo de Cardenales para el Estudio de la organización y Asuntos Económicos de la Santa Sede.